# Liste des plus hautes constructions de Tanger
 (janvier 2020).
Si vous disposez d'ouvrages ou d'articles de référence ou si vous connaissez des sites web de qualité traitant du thème abordé ici, merci de compléter l'article en donnant les références utiles à sa vérifiabilité et en les liant à la section « Notes et références ».
La liste des plus hautes constructions de Tanger ci-dessous répertorie les constructions ayant la plus grande hauteur sur le territoire de Tanger.

## Plus hautes constructions

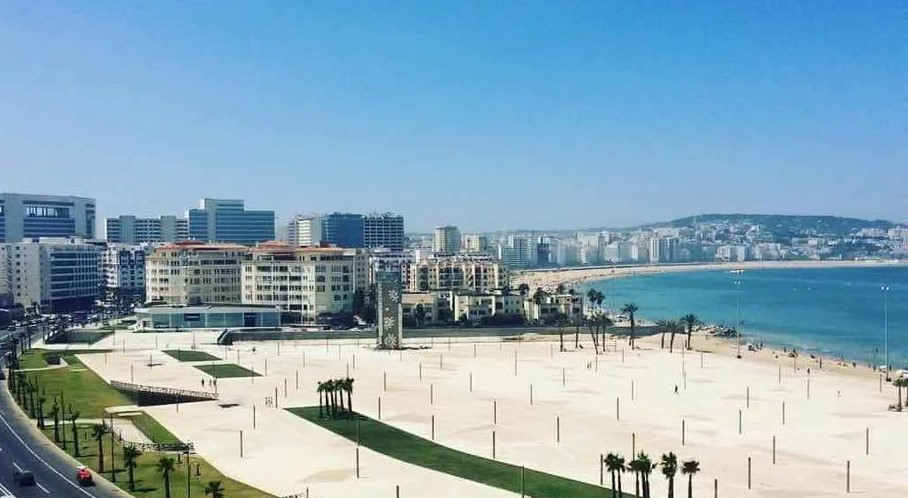
Tanger City Center.

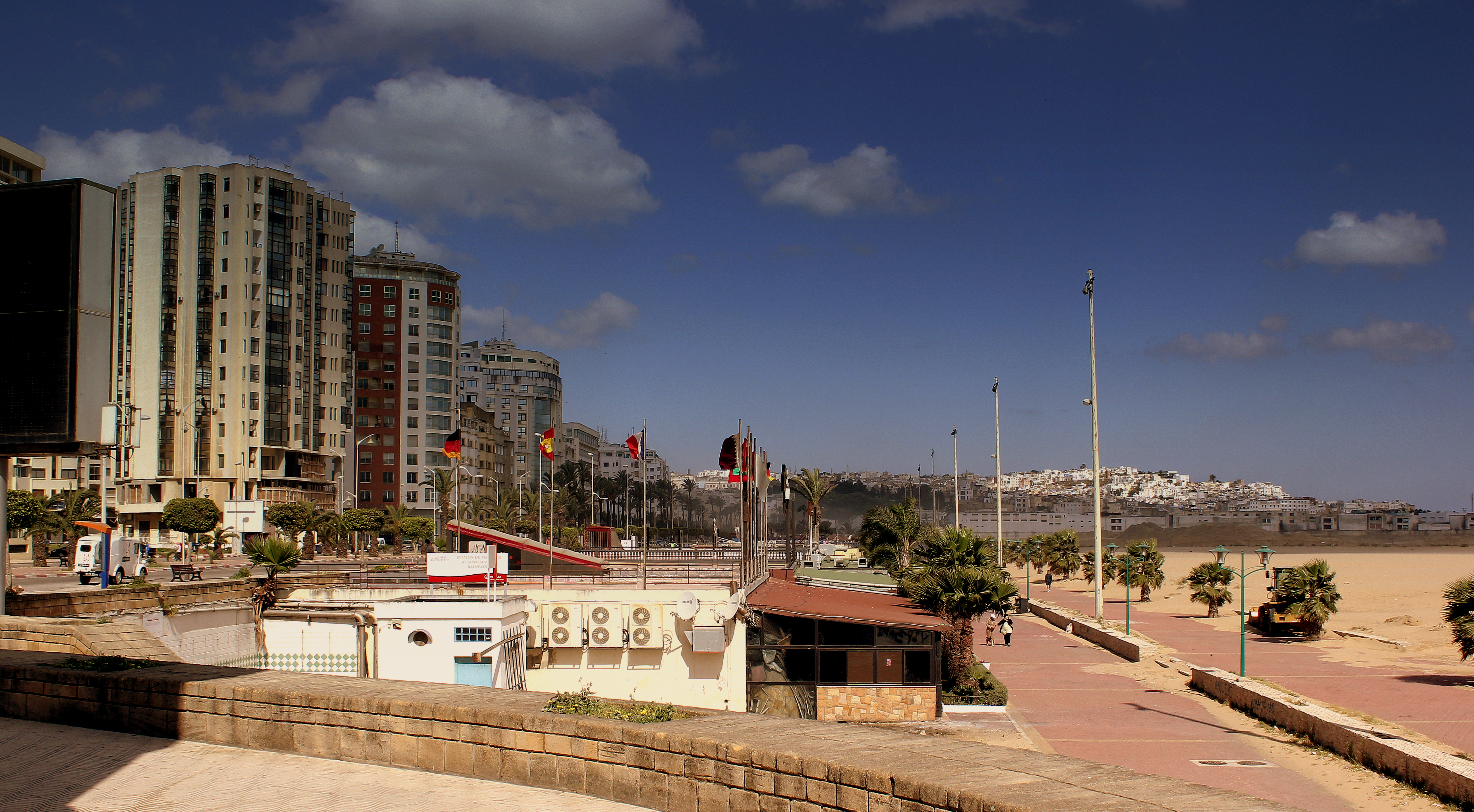
Corniche de Tanger.

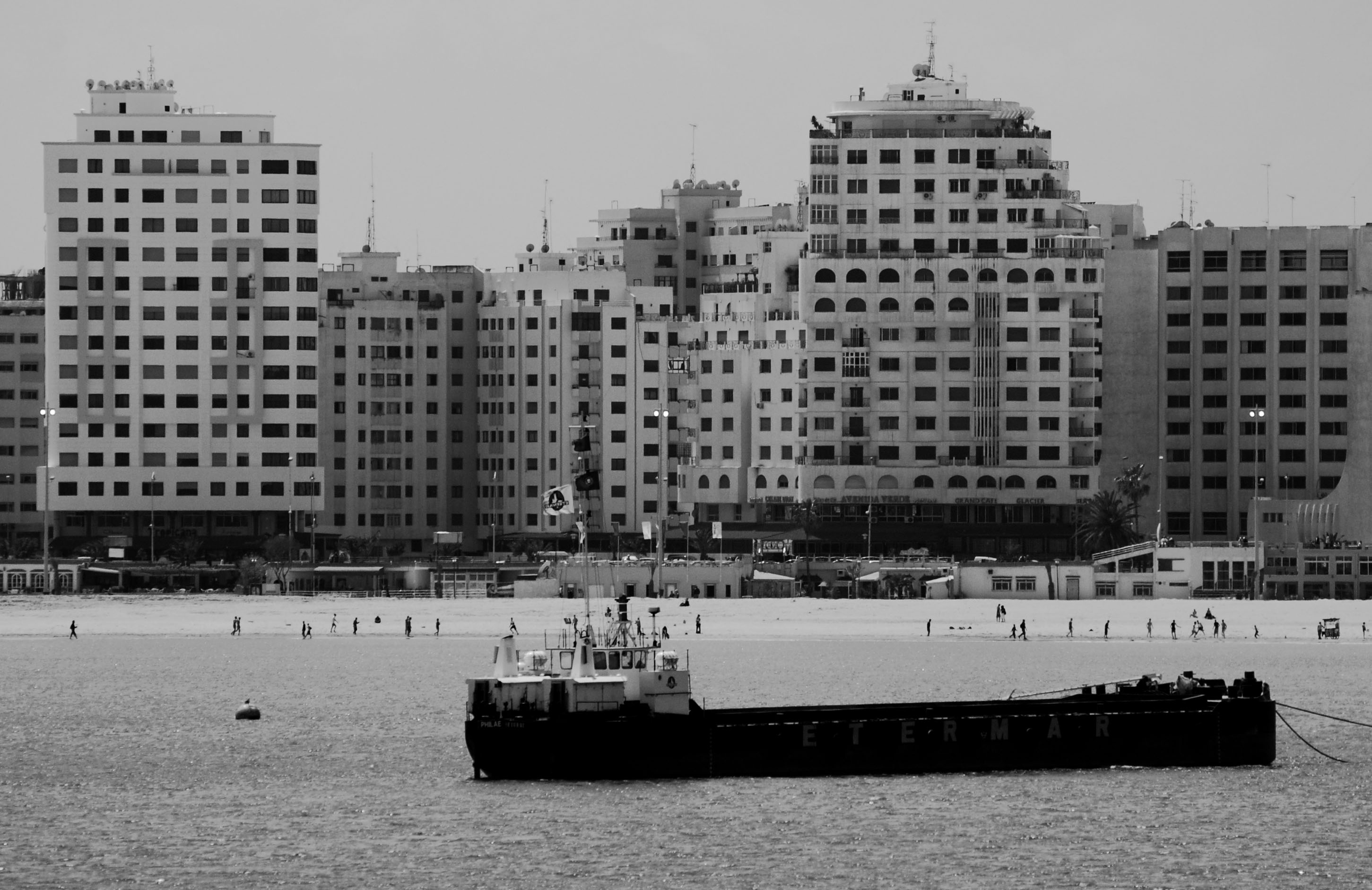
Immeuble Zohour et Résidence la Ruche.

| Rang | Nom                          | Hauteur m | Étages | Année |
| ---- | ---------------------------- | --------- | ------ | ----- |
| 1    | Tanger City Center (Tower A) | 85 m      | 22     | 2016  |
| 2    | King Peak (Tanger)           | 84 m      | 21     | 2021  |
| 3    | Tanger City Center (Tower B) | 81 m      | 22     | 2017  |
| 4    | Hilton Garden Inn            | 76 m      | 18     | 2016  |
| 5    | Hôtel Hilton                 | 75 m      | 17     | 2016  |
| 7    | Coral Tower                  | 75 m      | 19     | 2021  |
| 8    | Immeuble Badr                | 67 m      | 19     | 2018  |
| 9    | Borj Khalij                  | 66,5 m    | 18     |       |
| 10   | Al Afif Tower                | 65 m      | 19     | 2018  |
| 11   | Sky 17                       | 64,8 m    | 18     | 2015  |
| 12   | Immeuble Miraflores          | 64,5 m    | 17     | 2016  |
| 13   | Immeuble Mont Blanc          | 64,2 m    | 17     | 2017  |
| 14   | Immeuble Newcenter           | 64 m      | 17     | 2014  |
| 15   | Immeuble Bilal               | 64 m      | 17     | 2014  |
| 16   | Immeuble Aicha               | 63,1 m    | 16     | 2013  |
| 17   | Ibn Batouta Mall             | 62 m      | 15     | 2017  |
| 18   | Flat Building                | 62 m      | 18     | 2016  |
| 19   | Immeuble Offshore            | 61 m      | 18     | 2015  |
| 20   | Immeuble Ghita               | 60,6 m    | 15     | 2013  |
| 21   | Mosquée Mohammed V           | 60,23 m   | 3      | 1983  |
| 22   | Borj Dayae                   | 60 m      | 17     | 2017  |
| 23   | Immeuble Q                   | 60 m      | 15     | 2012  |
| 24   | Mosquée des Syriens          | 59,91 m   | -      | 1975  |
| 25   | Immeuble Soulaimane          | 58 m      | 17     |       |
| 26   | Torre Tangier                | 57 m      | 14     |       |
| 27   | Borj Al Assil                | 56 m      | 15     |       |
| 28   | Résidence la Marina          | 55 m      | 14     | 2018  |
| 29   | Résidence Hasnae             | 54 m      | 13     |       |
| 30   | Immeuble Zohour              | 53 m      | 15     |       |
| 31   | Résidence la Ruche           | 53 m      | 15     |       |
| 32   | Immeuble Al Ors              | 53 m      | 15     |       |
| 33   | Résidence Al Mouahidine      | 52 m      | 13     |       |
| 34   | Résidence Océan              | 51 m      | 14     |       |
| 35   | Centre Commercial Mabrouk    | 51 m      | 13     |       |
| 36   | Borj Rayhane                 | 50 m      | 17     |       |
| 37   | 10 ,Avenue d'Espagne         | 50 m      | 14     |       |
| 38   | Immeuble Dos Mares           | 50 m      | 12     |       |
| 39   | Résidence Beethoven          | 50 m      | 12     |       |
| 40   | 20 ,Boulevard Mohammed V     | 50 m      | 14     |       |
| 41   | Résidence Lina               | 50 m      | 14     |       |
| 42   | Résidence Paradise           | 50 m      | 14     |       |
| 43   | Résidence Florisse           | 50 m      | 17     |       |
| 44   | Résidence Achahbaa           | 50 m      | 13     |       |
| 45   | Immeuble RDC                 | 50 m      | 13     |       |